# Koňuš
Koňuš – wieś (obec) na Słowacji położona w kraju koszyckim, w powiecie Sobrance. Pierwsze wzmianki o miejscowości pochodzą z 1414 roku.
Według danych z dnia 31 grudnia 2012 rokuwieś zamieszkiwało 361 osób, w tym 184 kobiety i 177 mężczyzn.
W 2001 roku rozkład populacji względem narodowości i przynależności etnicznej wyglądał następująco:
- Słowacy – 98,1%
- Polacy – 0,54%
- Ukraińcy – 1,08%

Ze względu na wyznawaną religię struktura mieszkańców kształtowała się w 2001 roku następująco:
- Katolicy rzymscy – 25,75%
- Grekokatolicy – 58,54%
- Ewangelicy – 0,54%
- Prawosławni – 12,47%
- Ateiści – 0,54%
- Nie podano – 1,63%